# Dario Schumacher
Dario Schumacher (* 1. April 1993 in Grevenbroich) ist ein deutscher Fußballspieler.

## Karriere
2007 kam Schumacher vom Bedburger BV zu Alemannia Aachen. Dort durchlief er die restlichen Jugendabteilungen. 2012 erhielt er bei den Aachenern einen bis 2014 geltenden Profivertrag. Er bestritt für die Profis in der Hinrunde 2012/13 nur ein Spiel, er saß jedoch mehrmals auf der Ersatzbank. Nachdem der Verein in der Winterpause in finanzielle Schwierigkeiten geraten war und den Kader verkleinerte, rückte Schumacher ab der Rückrunde zum Stammspieler auf. Am 23. Februar 2013 erzielte er beim 3:0-Sieg gegen die Stuttgarter Kickers seine ersten beiden Tore in der 3. Liga. Nach dem Abstieg der Aachener in die Regionalliga wechselte Schumacher zur zweiten Mannschaft des FC Schalke 04.
Nach drei Spielzeiten bei der 2. Mannschaft von Schalke 04 wechselte Schumacher zur Spielzeit 2016/17 innerhalb der Regionalliga West zum Bonner SC. Mit dem BSC wurde er Mittelrheinpokalsieger 2017 und erreichte den DFB-Pokal. Im Sommer 2018 wechselte er zum Regionalligakonkurrenten Rot-Weiß Oberhausen, ein Jahr später kehrte er zum Bonner SC zurück. Beim Bonner SC spielte er dann nochmals 2 Spielzeiten bis Sommer 2021. Von 2021 an stand Schumacher für zwei Jahre beim 1. FC Bocholt in der Oberliga Niederrhein unter Vertrag. In der Saison 2023/24 spielte er beim TVD Velbert.

## Sonstiges
Schumacher ist ein Enkel des Ex-Nationalspielers Heinz Hornig.